# Zhang Dan (zapaśniczka)
Zhang Dan – chińska zapaśniczka w stylu wolnym. Zdobyła brązowy medal w mistrzostwach Azji w 2004 roku. Pierwsza w Pucharze Azji w 2003 roku.